# Limnophila varicornis
Limnophila varicornis är en tvåvingeart som beskrevs av Daniel William Coquillett 1898. Limnophila varicornis ingår i släktet Limnophila och familjen småharkrankar. Inga underarter finns listade i Catalogue of Life.